# Maliattha ritsemae
Maliattha ritsemae là một loài bướm đêm trong họ Noctuidae.